# Clase de tonos

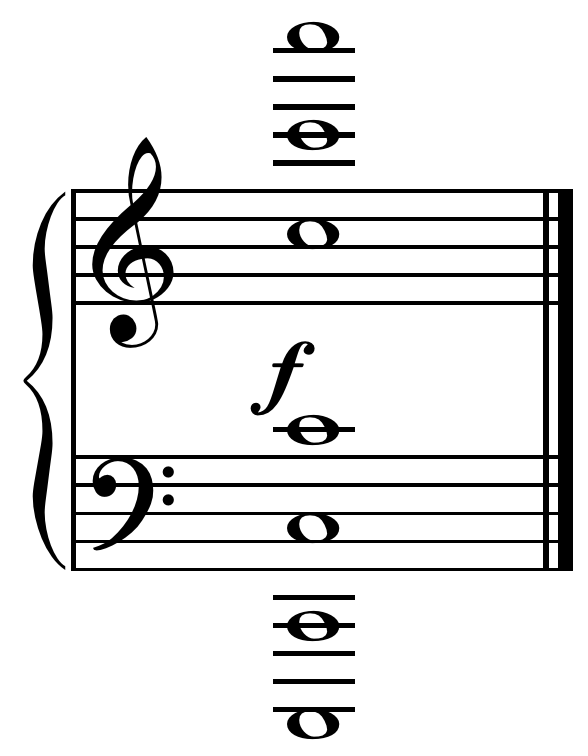
Todos los Do desde Do_{1} hasta Do_{7}.

En la música, una clase de tonos (en. pitch class) es un conjunto de todos los tonos que están separados por un número entero de octavas, ej., la clase de tonos de Do está constituida por todos los Do de todas las octavas.